# Rock to the Rock
Rock to the Rock je kompilační hudební album Boba Marleye a skupiny The Wailers obsahující písně z let 1968 až 1972. Bylo realizováno v roce 1997 u labelu Jad Records.
Většina písní obsahuje téma lásky (There She Goes, Love aj.), v písni Rocking Steady Marley vzpomíná na své první setkání s rocksteady ("When first I heard rock steady, Thrill me to the bone").

## Seznam skladeb
1. Rock to the Rock
2. Rocking Steady [druhá verze]
3. How Many Times
4. Touch Me
5. Mellow Mood [druhá verze]
6. There She Goes [druhá verze]
7. Soul Rebel
8. Put It On [druhá verze]
9. Chances Are
10. Love
11. Bend Down Low [druhá verze]
12. World Is Changing
13. Nice Time [druhá verze]
14. Treat You Right
15. What Goes Around Comes Around
16. What Goes Around Comes Around dub verze